# Martirologi
Un martirologi és un llibre litúrgic en què es recullen els noms de tots els sants i les santes seguint l'ordre dels dies de l'any. És una evolució del calendari, del qual es diferencia pel seu caràcter hagiogràfic. A l'edat mitjana es van crear els martirologis històrics que contenien, a més de les notícies primitives, notes biogràfiques més àmplies. Entre aquests martirologis destaquen els de Beda el Venerable, Florus, Ató de Pistoia i Usard. L'any 1586 es va publicar el Martyrologium Romanum, obra del cardenal Cesare Baronio.
Després del Concili de Trento, l'any 1584, es va publicar l'edició oficial del martirologi romà.